# マーティン・チャルフィー
マーティン・チャルフィー（Martin Chalfie, 1947年2月1日 - ）は、アメリカ合衆国の化学者。2008年に下村脩、ロジャー・Y・チエンとともにノーベル化学賞を受賞した。受賞理由は「緑色蛍光タンパク質（GFP）の発見と開発」である。

## 来歴
1947年にイリノイ州シカゴで生まれる。1977年にハーバード大学で神経生物学の博士号を取得した。1982年よりコロンビア大学生物学科教授を務める。夫人も同大学の教職に就いている。1992年に異種細胞へのGFPの導入と発現に成功し、GFPをレポーター遺伝子として普及させるのに貢献した。
2004年に米国科学アカデミー会員に就任。2022年からAmerican Society for Cell Biology会長。

## 受賞歴
- 2005年 ローゼンスティール賞
- 2008年 E・B・ウィルソン・メダル、ノーベル化学賞
- 2018年 ロモノーソフ金メダル